# Nacoleiopsis auriceps
Nacoleiopsis auriceps är en fjärilsart som beskrevs av Matsumura 1925. Nacoleiopsis auriceps ingår i släktet Nacoleiopsis och familjen Crambidae. Inga underarter finns listade i Catalogue of Life.